# Maria Elena Fort i Cisneros
Maria Elena Fort i Cisneros   (Barcelona, 1970), més coneguda com a Elena Fort, és una advocada catalana especialitzada en dret urbanístic i política. Actualment és la vicepresidenta institucional i portaveu de la Junta Directiva del Futbol Club Barcelona.
Fou membre de la directiva del Futbol Club Barcelona entre els anys 2008 i 2010 de la mà de Joan Laporta, i el març de 2021 va tornar entrar en la directiva del club, aquest cop com a vicepresidenta en l'àrea institucional, amb el mateix Laporta després de guanyar la candidatura en les eleccions del març de 2021.
Es presentà a les eleccions al Parlament de Catalunya de 2017 com a número 23 de la llista per Barcelona de candidatura Junts per Catalunya. El maig del 2019 obtingué l'acta de diputada al Parlament de Catalunya a causa de la renuncia d'alguns diputats del grup parlamentari de Junts per Catalunya. També formà part de la candidatura de Junts Per Catalunya que encapçalava Quim Forn per a l'alcaldia de Barcelona, concretament ho feia en la posició 36.
Mare de dos fills, el març de 2015 es casà amb Jordi Sirera, que morí l'abril del mateix any a causa d'un càncer.
El 2024 es presenta a les eleccions al Parlament de Catalunya en 26a posició a la llista per Barcelona de Junts per Catalunya.